# Norra flygkommandot
Norra flygkommandot (FK N) var ett flygkommando inom svenska flygvapnet som verkade åren 1994–2000. Förbandsledningen var förlagd i Luleå garnison i Luleå.

## Historik
Norra flygkommandot var ett flygkommando inom Flygvapnet med ett ansvarsområde för luftbevakningen inom Norra militärområdet (Milo N). Norra flygkommandots historik sträcker sig tillbaka till 1957, då de så kallade luftförsvarssektorna som tillkom, genom att tio flottiljer tilldelades ansvar över elva luftförsvarssektorer. År 1981 reducerades antalet sektorer till fyra där Jämtlands flygflottilj (F 4) och Norrbottens flygflottilj (F 21) blev storsektorer, med benämning F 4/Se NN (Sektor Nedre Norrland) respektive F 21/Se ÖN (Sektor Övre Norrland. Tillsammans ansvarade de för luftövervakningen över norra Sverige. I samband med försvarsbeslutet 1992 beslutades att de fyra luftförsvarssektorförbanden skulle avvecklas och omorganiseras till vanliga flygflottiljer. Ansvaret för luftförsvarssektorerna skulle istället tilldelas tre nyinrättade flygkommandon.
Den 1 juli 1993 bildades tre regionala ledningsorganisationer. Med det avvecklades luftförsvarssektorsstaben vid F 4, medan staben vid F 21 bildade embryot till Norra flygkommandot. Till en början var staben integrerad i F 21 Luleå, som benämndes F 21/FK N. Den 1 juli 1994 avskildes staben från flottiljen, och blev samtidigt ett kaderorganiserat krigsförband inom Norra militärområdet (Milo N). 
Åren 1993–1995 överfördes även uppgifter från Första flygeskadern (E 1) till de tre flygkommandona. Detta på grund av att försvarsbeslutet från 1992 även omfattade att Första flygeskadern skulle upplösas och avvecklas.
Norra flygkommandot kom genom försvarsbeslutet 2000 att avvecklas tillsammans med det två andra flygkommandona den 30 juni 2000. Dessa ersattes den 1 juli 2000 av Flygvapnets taktiska kommando (FTK) ingående i Operativa insatsledningen (OPIL).

## Ingående enheter
Mellan den 1 juli 1994 och 30 juni 2000 ingick följande stridsflygförband i Norra flygkommandot. Hälsinge flygflottilj utgick dock den 30 juni 1998.
- Jämtlands flygflottilj
  - 41. jaktflygdivisionen (JA 37 Viggen)
  - 42. jaktflygdivisionen (JA 37 Viggen)
- Hälsinge flygflottilj
  - 151. attackflygdivisionen (AJS 37 Viggen)
  - 152. attackflygdivisionen (AJS 37 Viggen)
  - TIS 37 (Sk 37 Viggen)
- Norrbottens flygflottilj
  - 211. spaningsflygdivisionen (SF 37/SH 37 Viggen)
  - 212. jaktflygdivisionen (JA 37 Viggen)
  - 213. jaktflygdivisionen (JA 37 Viggen)

## Heraldik och traditioner
Norra flygkommandot antog den 27 september 1994 "Vingar över Norrland" (Granath) som förbandsmarsch, vilken senare fastställdes den 13 juni 1996. Marschen har inte övertagits av något annat förband efter att flygkommandot upplöstes.

## Materiel vid förbandet
De flygplan som ingick i flygkommandot tillhörde formellt de ingående flygflottiljerna. 
| Attackflygplan - 1994–1995: AJ 37 - 1995–1997: AJS 37 Jaktflygplan - 1994–2000: JA 37 Skolflygplan - 1994–1997: Sk 37 - 1997–2000: Sk 37E | Spaningsflygplan - 1994–1995: SF 37 - 1994–1995: SH 37 - 1995–2000: AJSF 37 - 1995–2000: AJSH 37 |

## Förbandschefer

### Kommandochefer
Förbandschefen titulerades kommandochef och hade åren 1994–1999 tjänstegraden överste av första graden.

- 1993–1994: Överste 1. gr Kent Harrskog
- 1994–1995: Överste 1. gr Gunnar Ståhl
- 1995–1996: Överste 1. gr Kjell Nilsson
- 1996–1999: Överste 1. gr Tord Karlsson
- 1999–2000: Överste Göte Pudas

### Stabschefer
- 1994–2000: ???

## Namn, beteckning och förläggningsort
| Norra flygkommandot     | 1994-07-01 | – | 2000-06-30 |
| Avvecklingsorganisation | 2000-07-01 | – | 2001-01-01 |

| FK N | 1994-07-01 | – | 2000-06-30 |

| Luleå garnison (F) | 1994-07-01 | – | 2001-01-01 |